# Peter Ruschp
Peter Ruschp (1944 – 31 dicembre 2005) è stato uno sciatore alpino e allenatore di sci alpino statunitense.

## Biografia
Sciatore polivalente figlio dell'allenatore di sci alpino Sepp, Peter Ruschp fece parte della nazionale statunitense negli anni 1960; debuttò in campo internazionale in occasione della Harriman Cup 1961 (Sun Valley, 24-26 marzo), classificandosi 23º nella discesa libera, 21º nello slalom speciale e 19º nella combinata, e nel 1966 vinse la medaglia di bronzo nella combinata ai Campionati statunitensi. Non prese parte a rassegne olimpiche o iridate e dopo il ritiro fu a lungo allenatore e direttore sportivo in Australia e negli Stati Uniti, in particolare presso il Mount Mansfield Sci Club di Stowe.

## Palmarès

### Campionati statunitensi
- 1 medaglia (dati parziali):
  - 1 bronzo (combinata nel 1966)[3]